# Scirtothrips citri
Espèce
Scirtothrips citri (le thrips des agrumes ou thrips californien des agrumes) est une espèce d'insectes thysanoptères de la famille des Thripidae, originaire d'Amérique du Nord.
Ce thrips est, avec les espèces voisines Scirtothrips aurantii et Scirtothrips dorsalis, un ravageur important des agrumes cultivés en Californie.